# دریاچه زرزر
دریاچه زرزر (به عربی: بحیرة زرزر) یک دریاچه در سوریه است که در استان ریف دمشق واقع شده‌است.